# Denkte
Denkte là một đô thị ở huyện Wolfenbüttel, trong bang Niedersachsen, nước Đức. Đô thị Denkte có diện tích 18,16 km².